# هوپول (کاوینگتن شهرستان، میسیسیپی)
هوپول (به انگلیسی: Hopewell) یک منطقهٔ مسکونی در ایالات متحده آمریکا است که در شهرستان کاوینگتون، میسیسیپی واقع شده‌است. هوپول ۱۲۴ متر بالاتر از سطح دریا واقع شده‌است.